# Blean
Blean est une paroisse civile et un village situé dans le district de Canterbury dans le Kent en Angleterre. Le village est situé entre la ville de Canterbury et la ville de Whitstable. La zone est constituée d’une forêt nommée « forêt de Blean ».
La paroisse comprend notamment le hameau de Honey Hill

## Personnages originaires de Blean
- Peta Taylor (en), joueuse de cricket de l’équipe d’Angleterre